# Marinus Johannes Adrianus Mol
Marinus Johannes Adrianus Mol (Standdaarbuiten, 4 juni 1908 – Utrecht, 21 mei 1991) was een Nederlands aquarellist, tekenaar en kunstdocent.

## Leven
Mol werd geboren in Noord-Brabant als kind van rooms-katholieke ouders. Zijn vader was kassier van een plaatselijk bankfiliaal. Hij werd door zijn ouders Rinus genoemd. Zelf gaf hij de voorkeur aan de roepnaam Mario. Hij trouwde en kreeg een dochter en een zoon. Hij scheidde van zijn echtgenote en is twee maal hertrouwd.
Mol stond naar de gewoonte van die tijd bekend met zijn voorletters en als kunstenaar simpelweg als 'Mol'; zo signeerde hij ook zijn werk. 

## Werk
Hij werkte meer dan 25 jaar als archivaris voor de Nederlandse Stichting voor Psychotechniek, gevestigd aan de Wittervrouwenkade in Utrecht. Hij was daarnaast mede-oprichter van het Stichts Genootschap Artibus in 1938 in Utrecht en van 1970-1979 directeur van de Afdeling Esthetisch Vorming daarvan.
Mol was vooral landschapsaquarellist. Zijn inspiratie vond hij in zijn woonomgeving. In zijn Utrechtse tijd was dat het Utrechts-Hollandse weidelandschap met de vele kleine en grote rivieren als de Vecht, Kromme Rijn, Hollandse IJssel en Lek. Hij werkte  aanvankelijk tamelijk traditioneel en natuurgetrouw. Later kreeg zijn werk steeds meer een bijna impressionistisch karakter, met ijle kleurvlakken in de zich daarvoor bij uitstek lenende aquareltechniek. In de lexicon van de Nederlandse Schilderkunst van Pieter Scheen is hij opgenomen als aquarellist.
Als beeldend kunstenaar onderging hij onder meer invloeden van Henk Bellaard, M.C.W. Diemèl, H.K. Post en Hans Timmer.

### Vrienden van de Kromme Rijn
Mols waarde lag niet alleen in zijn artistieke prestaties maar ook in zijn kwaliteiten als initiator van activiteiten op het terrein van de beeldende kunsten in Utrecht en als inspirator en leraar van aquarellisten en andere beoefenaars van de beeldende kunsten. Hij wist met groot geduld aanwijzingen te geven en was altijd waarderend en stimulerend, daarbij steeds strevend naar kwaliteit en vakmanschap. Met een groep leerlingen vormde hij de aquarellistenkring De Vrienden van de Kromme Rijn.

## Onderscheidingen
Mol werd voor zijn werk onderscheiden met
- de erepenning van de commissaris van de Koningin voor de Provincie Utrecht
- de eremedaille in goud verbonden aan de Orde van Oranje-Nassau (1988)

## Publicaties
- 1938 - 1988: 50 jaar Artibus (1988). Stichting Esthetische Vorming, Utrecht.